# 扁無線鰨
扁無線鰨為輻鰭魚綱鰈形目鰨亞目舌鰨科的其中一種，為亞熱帶魚類，分布於西大西洋區，從巴哈馬至巴西里約熱內盧半鹹水、海域，棲息深度0-75公尺，體長可達25公分，棲息在沙泥底質底層水域，以小型底棲性無脊椎動物為食，生活習性不明，可做為食用魚。

## 扩展阅读
維基物種上的相關：扁無線鰨